# Algar do Biscoitinho
O Algar do Biscoitinho é uma gruta portuguesa localizada na freguesia da Serreta, concelho de Angra do Heroísmo, ilha Terceira, arquipélago dos Açores.
Esta cavidade apresenta uma geomorfologia de origem vulcânica em forma de fenda localizada em campo de lava. Apresenta um comprimento de 8 m. por uma largura máxima de 10 m.